# Lưu Nghị (Tây Tấn)
Lưu Nghị (chữ Hán: 刘毅, 216 – 285) là quan viên nhà Tây Tấn trong lịch sử Trung Quốc. Ông nổi tiếng vì dám trực diện so sánh Tấn Vũ đế với hai hôn quân Hán Hoàn Đế, Hán Linh Đế.

## Thời Tào Ngụy
Nghị tự Trọng Hùng, người huyện Dịch, quận Đông Lai . Nghị là hậu duệ của Thành Dương Cảnh vương Lưu Chương; cha là Lưu Giai, được làm Thừa tướng thuộc.
Nghị tính hiếu thuận, từ nhỏ trong sạch, rắn rỏi, lại còn ưa thích bình luận nhân vật, khiến vương công, quyền quý trông thấy thì tránh xa. Nghị kiều ngụ ở quận Bình Dương, được thái thú Đỗ Thứ (cha Đỗ Dự) mời làm công tào; ông sa thải quận lại hơn trăm người, được người Tam Ngụy khen ngợi . Họ đặt lời rằng: “Chỉ nghe Lưu công tào, không nghe Đỗ phủ quân.” 
Cuối đời Tào Ngụy, Nghị được quận quê nhà xét Hiếu liêm, quan Tư lệ hiệu úy vời làm Đô quan tòng sự; ông giúp cho kinh đô giữ được trật tự, trị an. Nghị sắp đàn hặc quan Hà Nam doãn, Tư lệ hiệu úy không cho, nói: “Con chó săn thú, nhưng chuột nhắt lại giẫm trên lưng nó.” Nghị nói: “Đã có thể săn thú, thì có thể giết chuột, thế nào con chó lại chịu tổn thương!?” Nghị cởi bỏ chức vụ mà đi. Người cùng quận là Vương Cơ tiến cử Nghị với tam công. Vì thế Thái thường Trịnh Mậu cất Nghị làm Bác sĩ, tướng quốc Tư Mã Chiêu vời làm Tướng quốc duyện; ông lấy cớ có bệnh để từ chối, nhiều năm không đến. Người đương thời cho rằng Nghị trung với nhà Tào Ngụy, nên Chiêu giận ông lần lữa, muốn phạt nặng. Nghị sợ, nên nhận mệnh, được chuyển làm Chủ bộ.

## Thời Tây Tấn
Tấn Vũ đế lên ngôi, lấy Nghị làm Thượng thư lang, Phụ mã đô úy, rồi thăng làm Tán kỵ thường thị, Quốc tử tế tửu. Đế cho rằng Nghị trung thành, chánh trực, khiến ông làm Gián quan. Sau đó Nghị được chuyển làm Thành môn hiệu úy, thăng làm Thái phó, bái làm Thượng thư, rồi có tội chịu miễn quan.
Năm Hàm Ninh đầu tiên (275), Nghị được khôi phục làm Tán kỵ thường thị, Bác sĩ tế tửu. Năm thứ 4 (278), Nghị được chuyển làm Tư lệ hiệu úy; ông đốc xét những kẻ phú hào, giúp cho kinh đô giữ được trật tự, trị an. Quan viên Tư lệ bộ kéo nhau bỏ chức rất nhiều, người đương thời cho rằng Nghị trái với Gia Cát Phong, Cái Khoan Nhiêu đời Hán. Thái tử Tư Mã Trung vào chầu, đội nhạc Cổ xuy sắp vào cửa Đông Dịch, Nghị cho rằng như thế là bất kính, chặn họ ở ngoài cửa, dâng tấu hặc thầy dạy của Thái tử. Triều đình giáng chiếu xá miễn cho họ, rồi cho đội nhạc đi vào. Nghị ở chức 6 năm, được thăng làm Thượng thư bộc xạ.
Nghị cho rằng chế độ Cửu phẩm trung chánh của nhà Tào Ngụy chỉ là kế quyền nghi, không chọn được người tài mà còn sanh ra tệ đoan, đề nghị bãi bỏ; đế vỗ về nhưng không theo. Sau đó bọn Tư không Vệ Quán cũng đồng tình, còn đề nghị khôi phục chế độ Hương nghị Lý tuyển đời xưa; rốt cục đế không thi hành.
Năm Thái Khang thứ 6 (285), Nghị được 70 tuổi, xin cáo lão; rất lâu về sau mới được đồng ý. Nghị được đeo hàm Quang lộc đại phu về phủ đệ, trước cửa được đặt công cụ cản ngựa (khiến người ta phải xuống ngựa mới có thể đi qua), còn được ban trăm vạn tiền.
Cùng năm, Tư đồ Ngụy Thư cử Nghị làm Thanh Châu đại trung chánh, có ý kiến cho rằng Nghị đã trí sĩ, không nên vất vả đến nỗi hỏng việc. Người Nhạc An là Trần Lưu tướng Tôn Doãn dâng biểu nói tuổi tác của Nghị xấp xỉ với Tư đồ Ngụy Thư, Tư lệ hiệu úy Nghiêm Tuân, nay Thư, Tuân nắm quyền lớn, còn Nghị chỉ coi việc ở 1 châu, không lấy gì làm vất vả. Quan điểm này được quan viên từ nhị phẩm trở lên của Thanh Châu là bọn Quang lộc huân Thạch Giám tâu lên ủng hộ. Nhờ vậy Nghị được nhậm chức Đại trung chánh, giám định phẩm cách kẻ sĩ, phân biệt trong đục, người quyền quý mới bắt đầu chịu đàn hặc, chỉ trích.
Cũng trong năm này, Nghị mất; đế giật mình vỗ ghế, nói: “Mất đi một danh thần không thể làm đến tam công khi còn sống.” Lập tức tặng Nghị làm Nghi đồng tam tư, sai người giám hộ việc tang. Người Bắc Hải là Vũ lâm giám Vương Cung dâng biểu đề xuất đặc cách tặng thụy hiệu cho Nghị (theo lệ chỉ dành cho người có tước); đế đem tờ biểu ấy giao cho 8 viên đại thần thượng thư, bộc xạ, khiến họ bàn luận. Đa phần ý kiến đồng tình với Cung, nhưng tấu thư bị ép lại, không phê chuẩn.

## Tính cách
Tháng giêng năm Thái Khang thứ 3 (282), đế tế Nam giao, làm lễ xong, trầm ngâm hỏi Nghị rằng: “Khanh cho rằng trẫm sánh với đế nào của nhà Hán?” Nghị đáp: “Có thể sánh với Hoàn, Linh.” Đế nói: “Ta dẫu đức không bì với người xưa, nhưng cũng khắc kỷ trị lý. Còn bình định Ngô Cối, thống nhất thiên hạ. Sánh với Hoàn, Linh là quá lắm vậy.” Nghị đáp: “Hoàn, Linh bán quan, tiền vào kho công; bệ hạ bán quan, tiền vào túi riêng. Cứ theo lời này thì sợ rằng không bằng đấy!” Đế cả cười rằng: “Thời Hoàn, Linh không nghe được lời này. Nay có bề tôi ngay thẳng, nên hơn được họ!” Tán kỵ thường thị Trâu Trạm tiến lời rằng: “Đời bàn luận lấy bệ hạ sánh với Hán Văn đế, lòng người phần nhiều không đồng ý. Xưa Phùng Đường trả lời Văn đế, nhắc việc không dùng được Pha, Mục khiến Văn đế giận, nay Lưu Nghị nói năng phạm thượng mà bệ hạ vui vẻ. Cứ đem việc này so sánh, thánh đức đã vượt qua ông ta rồi.” Đế nói: “Ta bình thiên hạ mà không làm lễ Phong Thiện, đốt áo lông đầu trĩ, hành lễ bằng áo vải , khanh không nói gì. Nay gặp việc nhỏ, sao khen ngợi lắm vậy?” Trạm nói: “Thần nghe mãnh thú ở ruộng, chọc mác thì ra, người tầm thường có thể làm được. Ong bọ đâm dưới lớp áo, người mạnh mẽ bị chúng làm cho kinh hãi, là sự cố ngoài ý muốn vậy. Vua tôi tự nhiên có phân biệt tôn ti, nói năng tự nhiên có phân biệt nghịch thuận. Nhắc đến Lưu Nghị mới nói xong, bọn thần chẳng ai không biến sắc. Bệ hạ đáp lại thật hiếm có, bày ra biểu hiện ngoài suy nghĩ của mọi người; thần vì thế mà chúc mừng, chẳng nên hay sao!?” 
Tháng giêng năm Thái Khang thứ 5 (284), có rồng xuất hiện trong giếng của Vũ khố, đế đích thân đến xem, ra vẻ vui mừng. Trăm quan chúc mừng, Nghị một mình dâng biểu nói: “Xưa rồng giáng ngoài cửa Thì của nước Trịnh, Tử Sản không chúc mừng. Rồng giáng cung đình nhà Hạ, nước dãi chảy không dừng, thầy bói thu lấy chỗ nhầy ấy, đến thời Chu U vương thì mầm vạ mới phát ra. Kinh Dịch nói ‘'tiềm long vật dụng, dương tại hạ dã’ (tạm dịch: rồng lặn chớ dùng, Dương ở dưới vậy). Căn cứ kinh điển, không lễ tiết chúc mừng rồng.” Vũ đế giáng chiếu trả lời: “Chánh đức chưa sửa sang, nên chưa dám tiếp nhận điềm lành. Xem lời tâu, lấy làm giật mình. Việc chúc mừng nên dựa theo điển nghĩa, có gì thì báo ngay.” Bọn Thượng thư lang Lưu Hán bàn rằng: “Mình rồng xanh sẫm, lẫn lộn vằn trắng, ý nói việc Đại Tấn nên làm là xếp võ hưng văn. Thế mà Nghị suy diễn là hiện tượng yêu dị, để nghi ngờ điềm lành hôm nay. Còn cho rằng rồng ở giếng là ‘tiềm’, mất hết ý nghĩa. ‘Tiềm’ có ý nói: lánh nên không thấy. Nay hoa văn của rồng xán lạn, thấy rõ hình dạng, không thể nói là ‘tiềm’ vậy. Nghị đáng bị luận tội.” Đế trả lời không đồng ý. Sau đó xuất hiện dị tượng âm khí tan rồi lại hợp, Nghị nhân đó nói: “Ắt có bề tôi a dua kết đảng, gián trá phụng sự nhà vua, mới là cái cớ đáng giết mà không giết đấy.” 
Nghị đêm ngày làm việc, có lúc ngồi mà đợi sáng, nói năng ngay thẳng, không hề thiên vị, được triều dã xem là tấm gương. Từng gặp dịp Nghị tham dự cuộc trai giới của hoàng đế nhưng phát bệnh, vợ ông đến thăm. Vì trai giới không được gần đàn bà, Nghị bèn tâu đòi trị tội vợ mình. Vợ con có lỗi, Nghị phạt đòn roi; ông công chánh như vậy, nên bị xem là quá ngay thẳng, không thể làm được tể tướng. Đế cho rằng Nghị thanh bần, ban cho 30 vạn tiền, hằng ngày cấp gạo, thịt.

## Hậu nhân
Lưu Nghị có 2 con trai:
- Lưu Thôn, tự là Trường Thăng, cố sự được chép phụ vào truyện của Nghị, về sau bị Thạch Lặc sát hại.
- Lưu Tổng, tự là Hoằng Kỷ, tính hiếu học, ngay thẳng và trong sáng. Tổng được kế tự chú là Lưu Bưu, làm đến Bắc quân trung hậu.[1]